# 田中信夫 (工学者)
田中 信夫（たなか のぶお、1949年 - ） は、日本の物理工学者。名古屋大学名誉教授。元日本顕微鏡学会会長。文部科学大臣表彰科学技術賞等受賞。

## 人物・経歴
愛知県名古屋市生まれ。1973年名古屋大学工学部応用物理学科卒業。1978年名古屋大学大学院工学研究科応用物理学専攻修了、工学博士、日本学術振興会奨励研究員。1979年豊田理化学研究所研究員。同年名古屋大学工学部応用物理学科助手。1983年アリゾナ州立大学理学部客員研究員。1990年名古屋大学大学院工学研究科応用物理学専攻助教授。1998年オークリッジ国立研究所客員研究員。1999年名古屋大学大学院工学研究科応用物理学専攻教授。2002年名古屋大学理工科学総合研究センター教授。2004年名古屋大学エコトピア科学研究機構教授。2005年日本金属学会論文賞受賞。2006年名古屋大学エコトピア科学研究所教授、名古屋大学電子顕微鏡施設長。2012年名古屋大学エコトピア科学研究所所長、名古屋大学評議員。2014年文部科学大臣表彰科学技術賞（開発部門）受賞。2015年名古屋大学未来材料・システム研究所特任教授、日本顕微鏡学会会長。

## 著書
- 『電子線ナノイメージング―高分解能TEMとSTEMによる可視化』内田老鶴圃 2009年